# Tuligtic
Tuligtic är en ort i Mexiko.   Den ligger i kommunen Ixtacamaxtitlán och delstaten Puebla, i den sydöstra delen av landet, 140 km öster om huvudstaden Mexico City. Tuligtic ligger 2 618 meter över havet och antalet invånare är 226.
Terrängen runt Tuligtic är huvudsakligen kuperad, men norrut är den bergig. Runt Tuligtic är det ganska tätbefolkat, med 65 invånare per kvadratkilometer. Närmaste större samhälle är Tetela de Ocampo, 13,3 km norr om Tuligtic. I omgivningarna runt Tuligtic växer huvudsakligen savannskog.